# Pierre Kalala Mukendi
Pierre Kalala Mukendi   (Likasi, 22 de novembre de 1939 - Johannesburg, 30 de juny de 2015) fou un futbolista de la República Democràtica del Congo de la dècada de 1960.
Fou internacional amb la selecció de futbol de la República Democràtica del Congo.
Pel que fa a clubs, fou jugador de:
- 1958-1962 US Panda
- 1962-1974 TP Engelbert

Com a entrenador dirigí:
- 1979-1981 TP Engelbert
- 1992-1993  Zaire
- 1997-1998  RD Congo (director tècnic)